# Stepan Chevyriov
Stepan Petrovitch Chevyriov ou Chevyrev (en russe : Степа́н Петро́вич Шевырёв, né le 30 octobre 1806 à Saratov, mort le 20 mai 1864 à Paris) est un critique et historien littéraire russe qui fut également poète, académicien de l'Académie impériale des sciences de Saint-Pétersbourg, professeur de la littérature russe à l'université impériale de Moscou, conseiller d'État, chevalier de l'Ordre de Sainte-Anne de 3e classe.

## Biographie
Il commence par fréquenter la Société de l'amour de la sagesse (1823-1825) fondée à Moscou par Vladimir Odoïevski.

## Critique
Professeur de littérature russe à l'Université de Moscou et rédacteur, avec Mikhaïl Pogodine, du « Moscovite » (Москвитянин), 1841-1856, Stepan Chévyrev figure le pôle opposé de la critique et de la philosophie d'art contemporaine. Par ses relations et ses inclinations naturelles il tenait aux slavophiles.
Ses leçons contiennent en nombre égal des faits positifs et des hypothèses, auxquelles il attribuait la même valeur dogmatique. Il avançait avec la même assurance et que Vladimir II Monomaque était l'auteur d'une « Instruction curieuse » (ru:Поучение Владимира Мономаха), destinée à ses enfants, et que l'enseignement de Hegel procédait d'un ensemble d'idées développées par Nikifor dans une épître à l'adresse de Vladimir.
Son  Histoire de la poésie chez les anciens et les nouveaux peuples (Теория поэзии в историческом её развитии у древних и новых народов, Moscou, 1835) est empreinte de ses fantaisies de jugement et d'un goût du paradoxe tout aussi déconcertants. Chévyrev les appliquait avec la même sérénité aux produits de la littérature contemporaine. L'art italien fut le grand cheval de bataille de Stepan Chévyrev.

## Œuvres
Les œuvres majeures de Stepan Chévyrev sont :
- Regard d'un Russe sur la culture européenne
- Istoria Imperatorskago Moskovskago universiteta, napisannaia k stolietnemu ego iubileiu, 1755-1855, publié par V Univ. tip., 1855
- Istoria russkoĭ slovesnosti: lektsii, publié par V tip. Bakhmeteva, 1859

## Sources
- Une partie de cet article est une copie de l'ouvrage Littérature russe de Kazimierz Waliszewski, aujourd'hui dans le domaine public.